# BOA (Brusselse metro)
BOA is een type metrostel van de Maatschappij voor het Intercommunaal Vervoer te Brussel (MIVB) dat gebruikt wordt op het Brusselse metronet. Het gaat over 21 M6-metrostellen aangekocht bij de Spaanse rollendmaterieelfabrikant CAF, in twee golven van respectievelijk 15 en 6 stellen. De bijnaam boa is te danken aan de mogelijkheid dat een persoon zich van het ene uiteinde naar het andere kan verplaatsen zonder uit te stappen.

## Beschrijving
De BOA is de zesde generatie metrostel die gebruikt wordt op de Brusselse metro. Het heeft dezelfde design als de Brusselse Cityrunner, met name de kleuren metaalgrijs en koper, om beter de visuele identiteit van de MIVB in de verf te zetten. 
Het voertuig heeft 18 dubbele deuren waarvan 4 zijn uitgerust met een helling om het in- en uitstappen voor mensen met een beperking mogelijk te maken. Andere uitrustingen zijn ook aanwezig opdat personen met een handicap, kinderen in een kinderwagen en fietsers hun vervoermiddel kunnen plaatsen. De metrostellen hebben een lengte van 94 meter en bestaan uit zes rijtuigen met 198 zitplaatsen die in totaal plaats bieden aan 728 passagiers.

## Constructie, levering en test
De BOA's zijn gefabriceerd in de fabriek van CAF in Beasain in het Spaanse Baskenland. De eerste stellen zijn getest op een testspoor in het noorden van Frankrijk, alvorens geleverd te worden in het depot van de MIVB in Haren, waar zich ook een testspoor bevindt.
Het transport van de fabriek, naar de testbaan en uiteindelijk naar België is gebeurd via de weg. Het overbrengen van het materieel van de stelplaats in Haren naar de stelplaats Delta is gebeurd via spoorlijn 26 van de NMBS, die een rechtstreekse verbinding heeft met die laatste stelplaats.
De laatste BOA is geleverd aan het einde van 2011 en overgebracht naar Delta in december 2011.

## Ingebruikname
De 15 nieuwe BOA's vervoeren passagiers sinds september 2007 op de lijn 1B. Ze reden al sinds juni 2007 leeg rond om ze te kunnen testen. Soms, tijdens het spitsuur, het weekend of feestdagen, werden de stellen ook ingezet op lijn 1A om de bediening te verbeteren wanneer het aantal passagiers te groot is. De oudere stellen werden gebruikt om lijn 2 te versterken.
Sinds de nieuwe dienstregeling op 4 april 2009 in werking is getreden, worden ze ingezet op lijn 1. Af en toe rijden zij ook op lijn 5. Aangezien de BOA is samengesteld uit 6 vaste rijtuigen kunnen zij niet ingezet worden op de lijnen 2 of 6. Dit komt doordat sommige perrons van de metrostations maar plaats bieden voor metrostellen met maximaal 5 rijtuigen.

## Fotogalerij

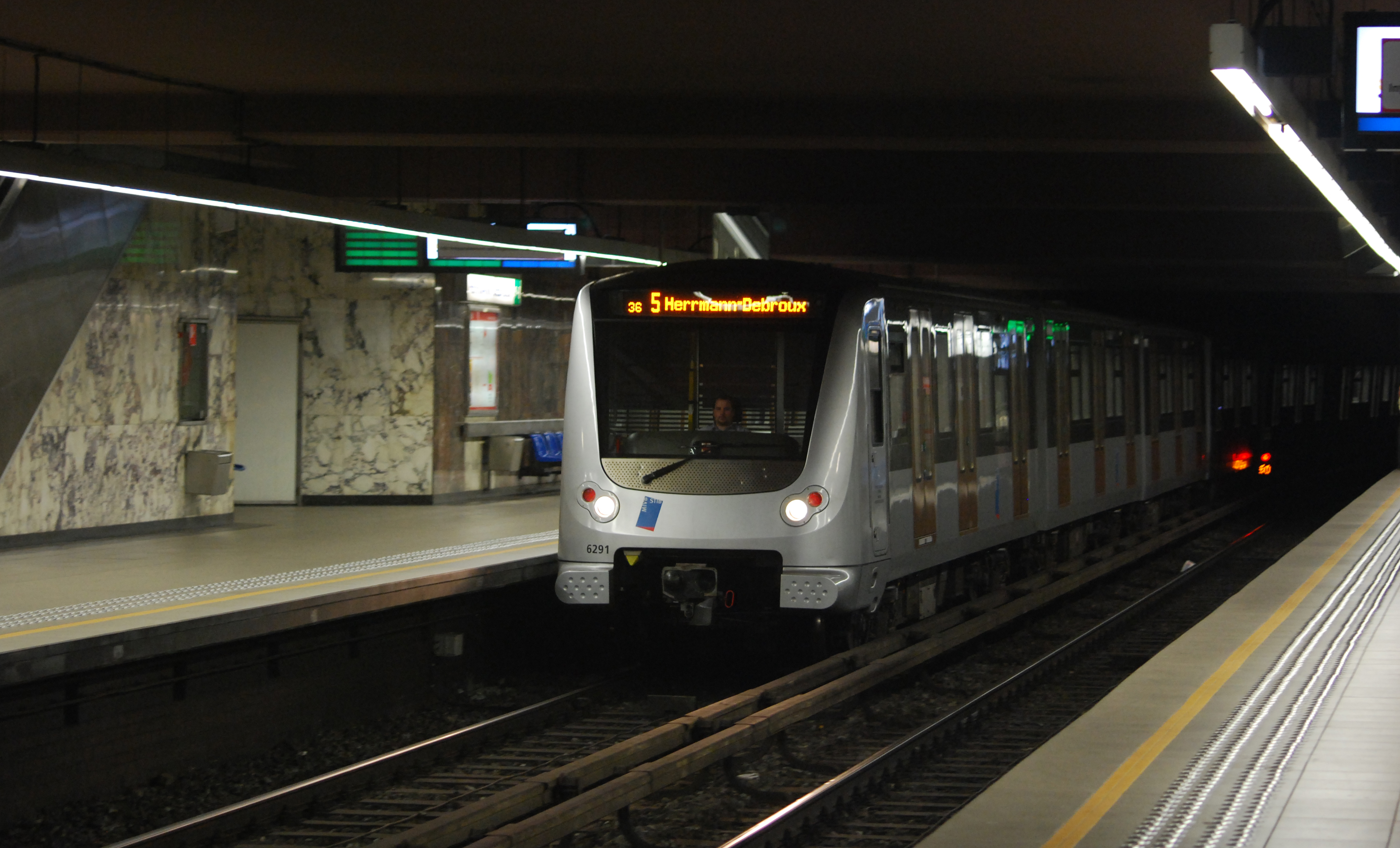
Een BOA in station Herrmann-Debroux
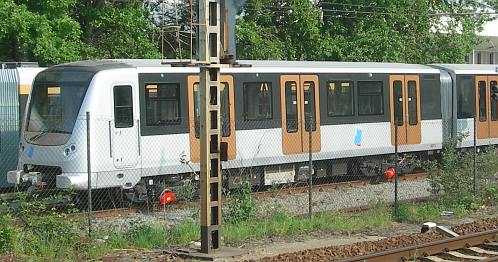
Levering van een BOA
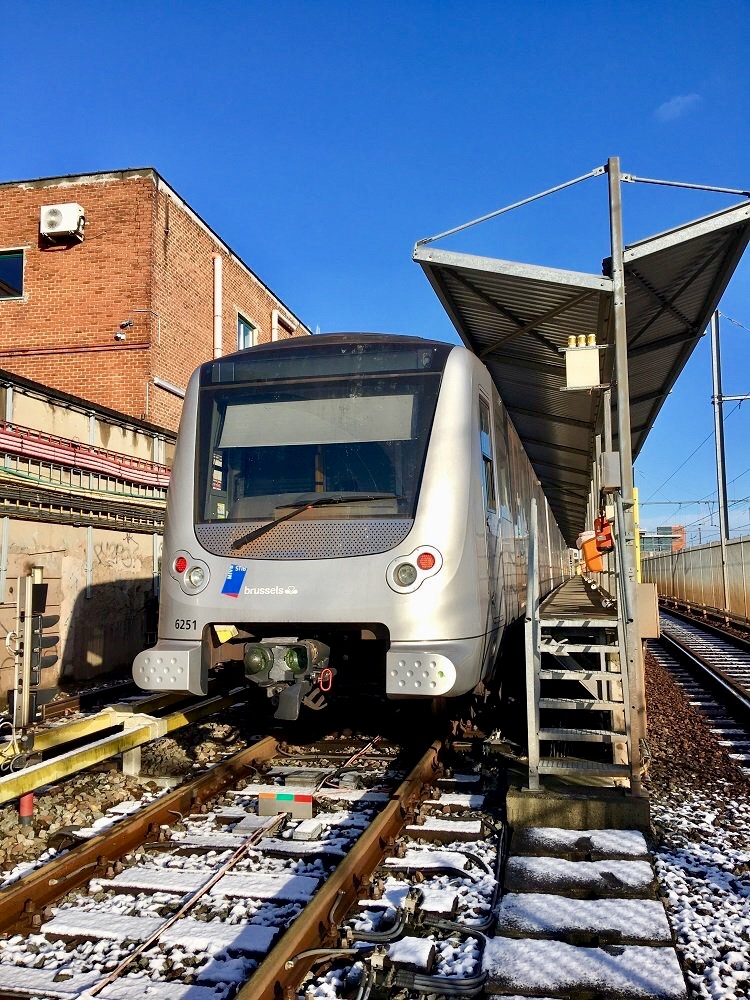
Een stilstaande BOA
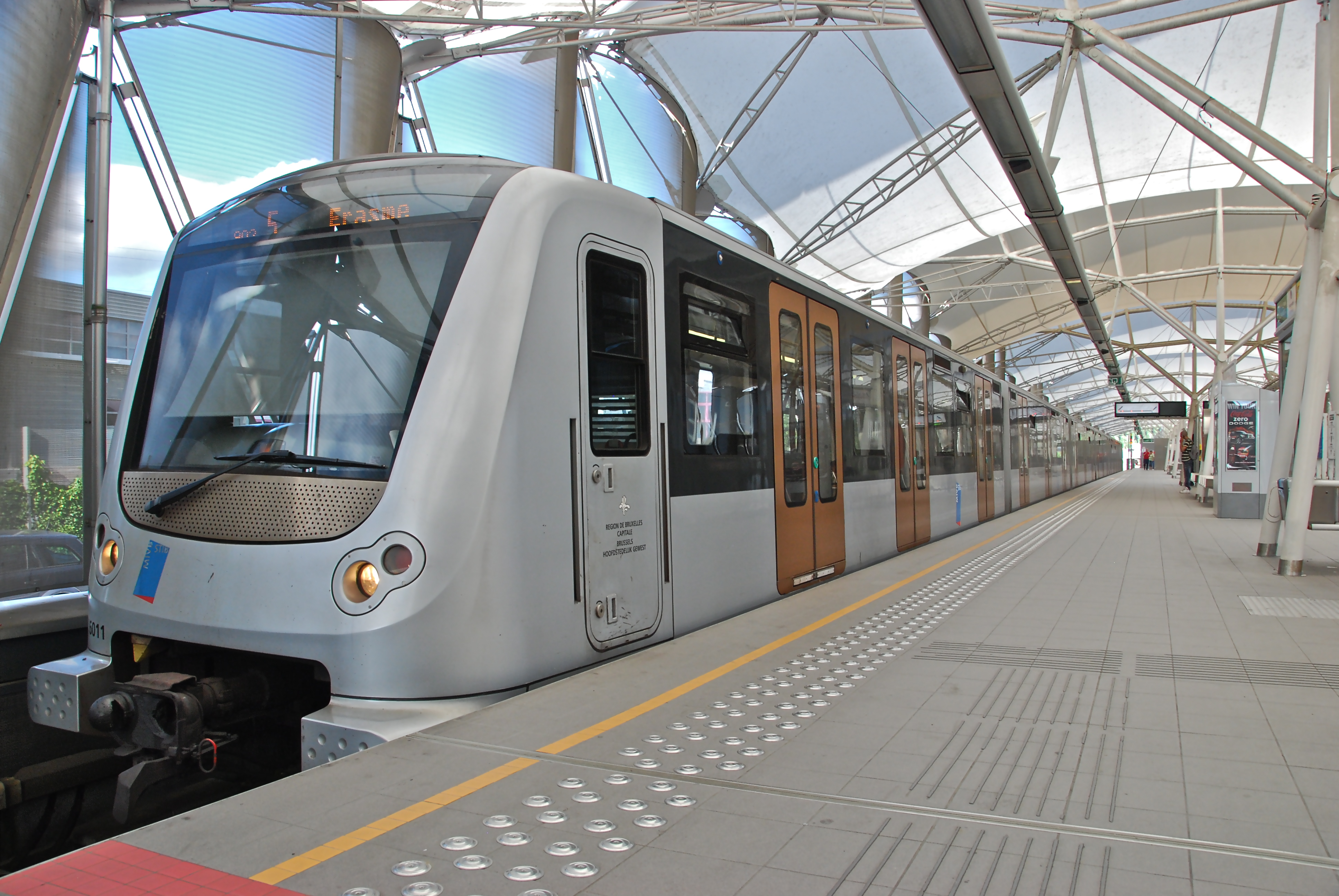
Een BOA in het station Erasmus
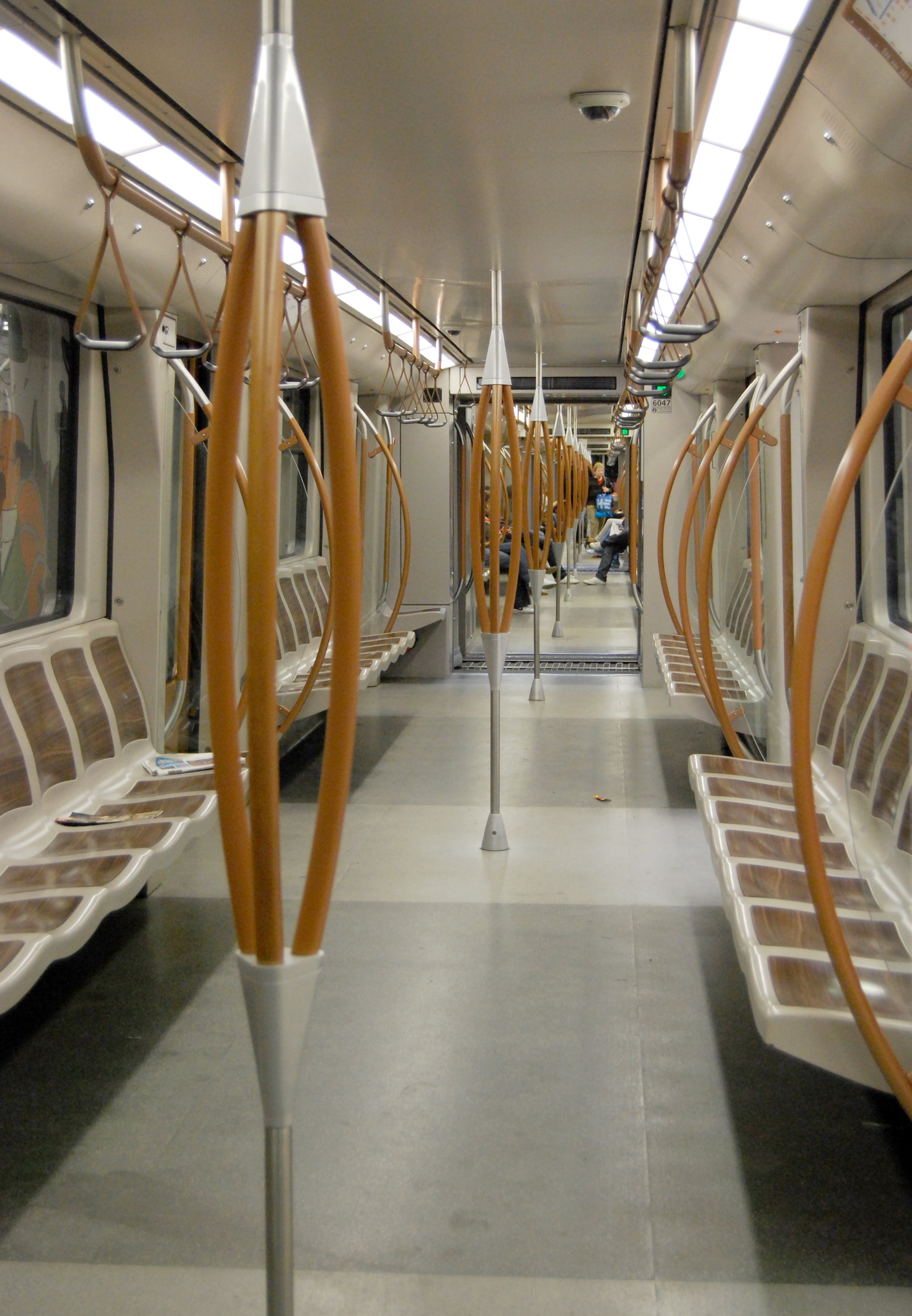
Interieur